# 斑伞鸟属
斑伞鸟属（学名：Laniocera）是蒂泰霸鹟科的一属。

## 下属物种
本属包括以下物种：
- 栗翅斑伞鸟 Laniocera hypopyrra (Vieillot, 1817)[2]
- 点斑伞鸟 Laniocera rufescens (P.L.Sclater, 1858)